# Ковентина
Ковентина (англ. Coventina) — романо-бриттская богиня, покровительница источников и колодцев. Свидетельства о ней почерпнуты из многочисленных надписей на фрагменте Вала Адриана в графстве Нортумберленд в Англии недалеко от древнего римского поселения Кэрроубург. Другие найденные письменные упоминания, два из Римской Испании и одно из Нарбонской Галлии, вероятно, тоже относятся к Ковентине, однако всё же остаются предметом дискуссий.

## Колодец
Свидетельства, доказывающие поклонение Ковентине были обнаружены на обнесённой стеной территории, которая была построена для сдерживания оттока воды из источника, который теперь называется «Колодец Ковентины». Колодец находится рядом с местом, которое называют по-разному: Проколита, Броколития или Броколита, некогда римский форт и поселение в составе Вала Адриана, теперь известный как Кэрроубург. Название «Проколита» встречается в документе V-го века Notitia Dignitatum, а «Броколита» — в Равеннской космографии VII-го века. Также неподалёку найдены развалины римских храма культа Митры и святилища, посвящённого нимфам.
Сам колодец представляет собой прямоугольное углубление в земле размером 2,6×2,4 м, обнесённое стеной 11,6×12,2 м, толщина внутренней стены составляет 0,9 м. На дне колодца было найдено: 13487 монет различных императоров, от Марка Антония до Грациана; барельеф, изображающий трёх водных нимф; голова некой мужской статуи; две каменные плиты, посвящённые собственно богине Ковентине; десять алтарей Ковентине и Минерве; две глиняные курильницы для благовоний, а также множество вотивных даров.
Раскопки возле «Колодца Ковентины» осуществлял британский археолог Джон Клейтон (англ. John Clayton) в 1876 году. Дата постройки стены у колодца не определена, предположительно, она была построена приблизительно после завершения строительства самого римского форта (датировка: 128—133 г.н. э.). Поскольку стена Вала не отклоняется, чтобы обойти колодец, это может означать, что ограждающая стена вокруг колодца была построена некоторое время спустя, для контроля потока воды в болотистой местности.
Характер слоя каменистой почвы, покрывавший монеты, а также сам массив, под которым был обнаружен колодец, свидетельствует о довольно резком окончании его использования примерно в 388 году. Возможно, это каким-то образом связано с антиязыческими указами императора Феодосия I в те времена.

## Алтари и надписи на них

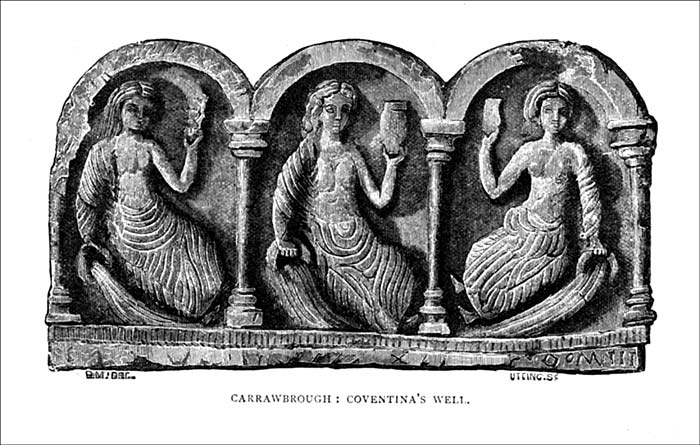
«Три ипостаси Ковентины». Ксилография из «Предания Святых источников Англии».

Во время раскопок было обнаружено несколько алтарей с надписями, некоторые с изображениями самой Ковентины в типичной римской форме нимфы — лежащей и частично одетой. На одном из них Ковентина изображена либо с трёх разных сторон, либо с двумя неустановленными персонажами.
По крайней мере десять надписей о Ковентине были найдены близ Кэрроубурга. Несколько каменных алтарей были посвящены Ковентине, как и две керамические курильницы.
Пример надписи с одной из сторон гласит:
Deae Cov {v} entinae /
T D Cosconia /
nvs Pr Coh /
I Bat L M
«Богине Ковентине, Титу Д. [неразборчиво] Коскониану, префекту первой когорты батавов, добровольно и заслуженно [посвятил этот камень].